# هوما هودفار
هوما هودفار الإيرانية- الكندية الأستاذة في علم الإنتروبولوجيا في جامعة كونكورديا بمونتريال (65 عامًا)، والتي اعتقلت مطلع يونيو/حزيران، بتنظيم "حركات احتجاجية" و"جرائم أمنية"، بحسب الإعلام الإيراني. هودفار مؤسسة وعضو في جمعية نساء يعشن تحت الشريعة الإسلامية" ومقرها لندن.
قبل يومين من سفرها من طهران في مارس/ اذار داهم الحرس الثوري الإيراني منزل هودفار واستولوا على ممتلكاتها وتم استجوابها، وبعد عدة أيام من الاستجواب تم القبض عليها رسميًا وافرج عنها بكفالة، ولا تزال هي ومحاميها لا تعرف التهمة الموجهة لها على الرغم من الاستجواب الدوري لها، ثم استدعاها الحرس الثوري الإيراني للاستجواب في سجن ايفين ومنذ ذلك الحين أصبحت بمعزل عن العالم الخارجي، وقررت عائلتها الإعلان عن اعتقالها والتحدث إلى وسائل الاعلام الكندية في مونتريال.